# Transbrasil
TransBrasil — авиакомпания Бразилии, основанная в 1955 году как Sadia Transportes Aereos. Изначально базировалась в Жуасабе, но уже в 1957 перебралась в Сан-Паулу, а в 1972 году — в Бразилиа; в том же году сменила название. Была одним из крупнейших авиаперевозчиков в стране, но после дерегулирования воздушных перевозок в условиях нестабильной экономики и возникшей высокой конкуренции столкнулась со сложными финансовыми проблемами и в 2001 году прекратила деятельность.

## История

### Предыстория
В 1950-х годов расположенная в Конкордии (Санта-Катарина) пищевая компания Sadia S.A. (с порт. — «Здоровье») столкнулась с проблемой доставки продукции — основной рынок сбыта замороженного мяса находился в Сан-Паулу, длина пути до которого составляла почти 900 км. Однако состояние автодорог было неудовлетворительным, из-за чего использовавшиеся в 1953 году грузовики с изотермическим кузовом преодолевали данный путь за трое с половиной суток, с учётом промежуточных остановок для охлаждения продуктов. В свою очередь Омар Фонтана, который был сыном Атилио Фонтаны — владельца Sadia, периодически летал самолётами Panair do Brasil (в связи с учёбой, а также для помощи своему отцу) и потому оценил преимущества данного вида транспорта. Он убедил отца брать напрокат один из Douglas DC-3, которые по выходным простаивали на земле; благодаря использованию самолёта, товары в Сан-Паулу теперь доставлялись всего за два с половиной часа, а компания стала использовать лозунг «По воздуху в ваш дом» (порт. Pelo ar para seu lar).

### Sadia Transportes Aereos
В феврале 1954 года Омар Фонтана, вопреки воле отца, смог убедить совет директоров Sadia выкупить один из самолётов, которым стал DC-3A-228F борт PP-PCJ (после перерегистрации — PT-ASJ). Данный лайнер эксплуатировался очень интенсивно, выполняя в день по три круговых рейса (туда—обратно), общей продолжительностью 15 лётных часов. При этом основная база располагалась в Жуасабе, топливо в которое доставлялось в бочках, что было достаточно примитивно и к тому же несколько повышало себестоимость перевозок. Хотя в Сан-Паулу оборудование было гораздо современнее, а топливо дешевле, пищевая компания столкнулась с тем, что для частных самолётов устанавливались более высокие тарифы на обслуживание; к тому же компания VARIG была против использования своего радиооборудования. Эти факторы привели Фонтану к выводу о необходимости создать собственную авиакомпанию.

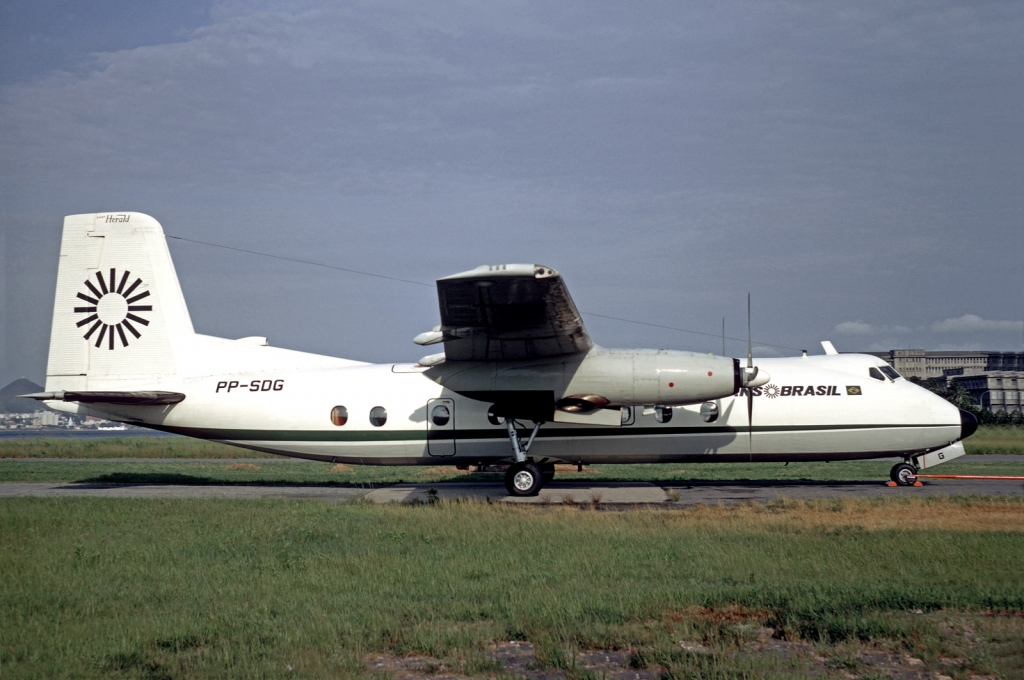
Handley Page HPR-7-214 компании TransBrasil (ливрея 1972 года)

5 января 1955 года была создана компания Sadia Transportes Aereos (с порт. — «Воздушный перевозчик Sadia»), которая 16 марта следующего стала выполнять регулярные полёты по маршруту Сан-Паулу — Жуасаба — Видейра — Флорианополис; на тот момент её флот состоял из трёх самолётов (два DC-3 и один Curtiss C-46), а штат насчитывал 17 сотрудников. Ориентация на грузовые перевозки позволяла получать прибыль независимо от пассажиропотока, благодаря чему компания стала расширять сеть маршрутов, а в 1957 году были начаты поставки мяса строителям новой бразильской столицы — Бразилиа. В том же году было заключено соглашение с базирующимся в Сан-Паулу крупнейшим на тот момент авиаперевозчиком в стране — Real-Aerovias-Nacional, согласно которому Sadia продала 50 % своих акций за четыре самолёта — три DC-3/C-47 (борты PP-ASO, PP-ASQ и PP-SLL) и один C-46, благодаря чему удалось продлить сеть маршрутов до Рио-де-Жанейро и Порту-Алегри, а Омар Фонтана стал вице-президентом Real. Также в 1957 году штаб-квартира переехала в Сан-Паулу. Когда в 1961 году Real Aerovias оказалась в сложном экономическом положении и в августе была выкуплена VARIG, Линео Гомес (президент Real) перепродал акции Sadia обратно Фонтане.
В 1962 году была приобретена компания Transports Aéreos Salvador, благодаря чему сеть расширилась на северо-восток и включала в себя уже 53 города, а флот пополнился пятью самолётами, состоя теперь из пятнадцати DC-3/C-47 и пяти C-46. Способствовало успешному развитию также и решение властей о субсидировании региональных воздушных перевозок, что позволило несколько компенсировать издержки. В 1963 году руководство Sadia приняло решение о закупке турбовинтовых Handley Page HPR-7 Herald, которые должны были заменить уже устаревшие «Дугласы»; первый самолёт (борт PP-ASU) был приобретён у British Westpoint Airlines 6 декабря 1963 года, а с января 1965 года они стали поступать непосредственно с завода (первым был борт PP-SDH). В 1969 году были заказаны уже реактивные региональные BAC 1-11-500, но из-за задержек с финансированием авиакомпания взяла один (борт PP-SDP) в лизинг у Austral, а 15 октября и 31 декабря 1970 года уже поступили первые два лайнера (борты PP-SDQ и PP-SDR соответственно) непосредственно от производителя. Хотя VASP стала первым оператором BAC 1-11 в Бразилии, но Sadia эксплуатировала удлинённую модель 1-11-500, благодаря чему смогла успешно конкурировать.

### С новым именем

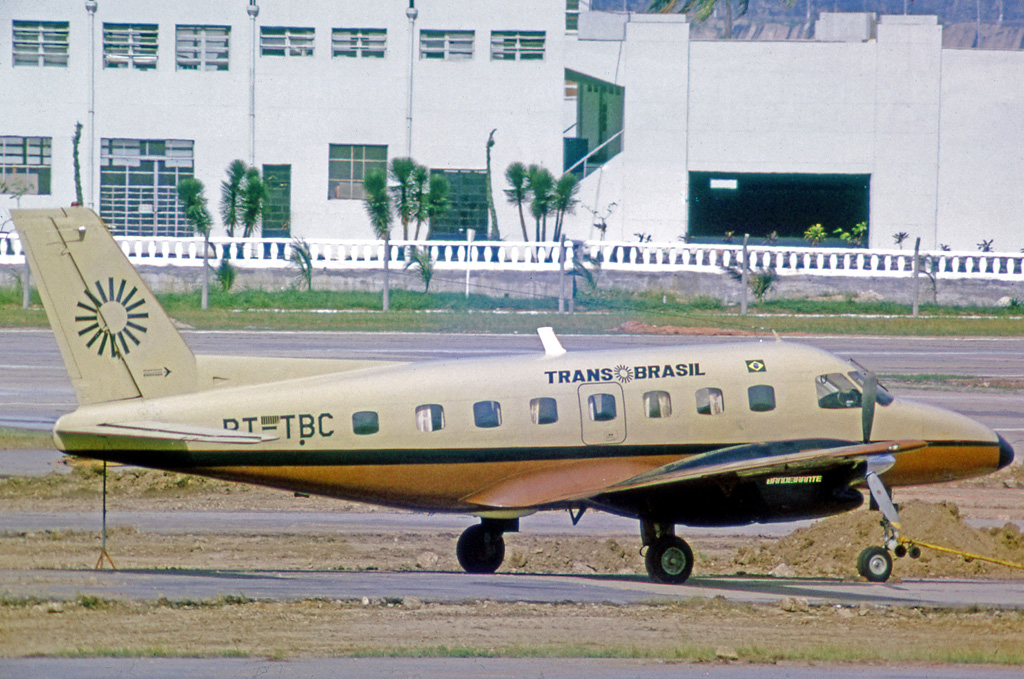
Embraer EMB-110C компании TransBrasil

В 1972 году по решению совета директоров компании штаб-квартира была перенесена в Бразилиа; одновременно с этим в июне название было изменено на TransBrasil Linhas Aéreas или просто TransBrasil, которое символизировало единство со страной. При этом ливреи самолётов изменились на более яркие, что позволяло привлечь внимание потенциальных клиентов. Также был создан фонд Transbrasil Foundation, через который сотрудники получили свои доли в компании.
В марте 1973 года TransBrasil стала первым в мире оператором лёгкого турбовинтового Embraer EMB 110 Bandeirante — первого авиалайнера бразильского производства. 2 октября 1974 года она приобрела у Pan American World Airways два своих первых Boeing 727-100 — борты PT-TCA и PT-TCB; в конце 1970-х — начале 1980-х этот самолёт станет основой флота, в котором их будет 22 штуки — TransBrasil являлась крупнейшим оператором модели 727-100 в Латинской Америке. При этом часть данных машин относились к модификации QC (Quick-Change с англ. — «Быстро изменяемый»), то есть их менее, чем за час можно было переделать из грузового в пассажирский и обратно; благодаря этому, днём лайнеры возили пассажиров, а ночью — грузы, что значительно снижало простой на земле и повышало прибыль.
К середине 1970-х в условиях сложной экономики военной диктатуры, возросших цен на топливо, а также высокой конкуренции, воздушные перевозчики прежде всего обслуживали маршруты с более высоким пассажиропотоком, как более прибыльные, в результате чего практически прекратились регулярные полёты во второстепенные города. Рассматривая данную проблему, 11 ноября 1975 года правительство пришло к мнению, что для её решения необходимо сформировать систему региональных перевозок, на основании чего в 1976 году была образована SITAR (Sistema Integrado de Transporte Aéreo Regional с порт. — «Интегрированная система регионального воздушного транспорта»); страну поделили на пять регионов, каждый из которых обслуживала закреплённая за ним региональная авиакомпания. Тогда в июне 1976 года TransBrasil совместно с властями штата Баия создали региональную Nordeste Linhas Aéreas Regionais (с порт. — «Северо-восточные региональные воздушные линии»), которая должна была обслуживать северо-восточный регион, при этом её флот поначалу состоял из пяти Embraer EMB-110C из флота TransBrasil; со временем последняя вышла из данного соглашения.
В 1977 году компания вывела из своего флота последние BAC 1-11; теперь она эксплуатировала только Boeing 727-100. Такая унификация флота позволяла упростить его обслуживание и соответственно уменьшить затраты. В 1979 году на смену разнообразным двухцветным ливреям пришла новая — с белым фюзеляжем и радужным килем. На тот момент авиакомпания была третьей крупнейшей в стране, уступая VARIG и VASP.

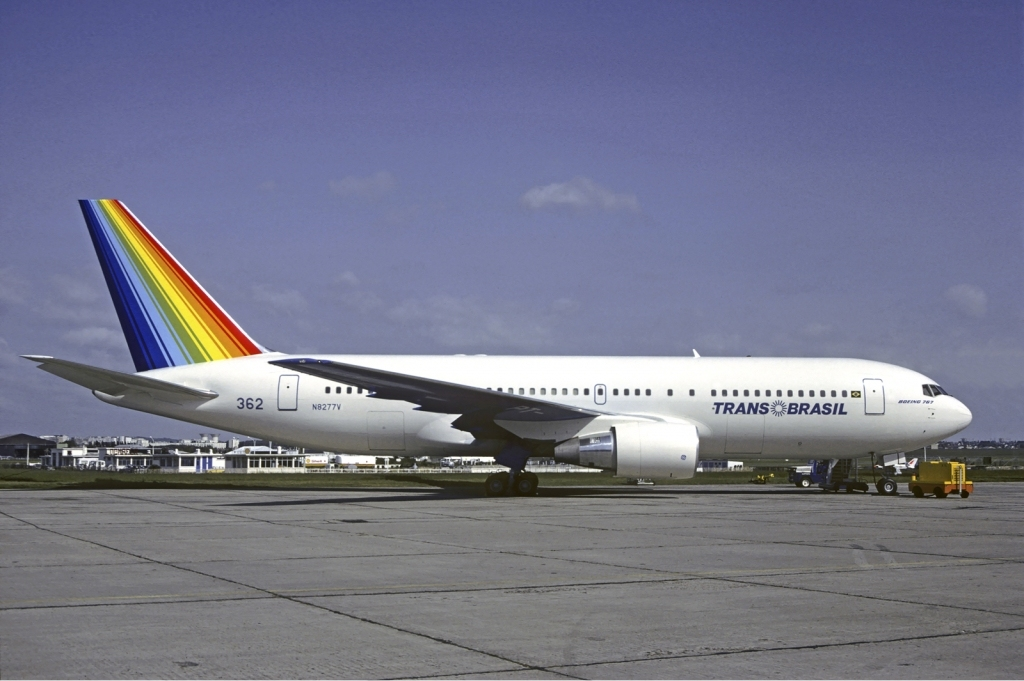
Boeing 767-2Q4 компании TransBrasil

21 июня 1983 года компания получила с завода свой первый Boeing 767-2Q4, а 11 июля поступили остальные два (борты PT-TAA, PT-TAB и PT-TAC соответственно); TransBrasil стала первым оператором этих самолётов в Южном полушарии, а также первым бразильским авиаперевозчиком, получившим самолёт третьего поколения.

### В условиях гиперинфляции

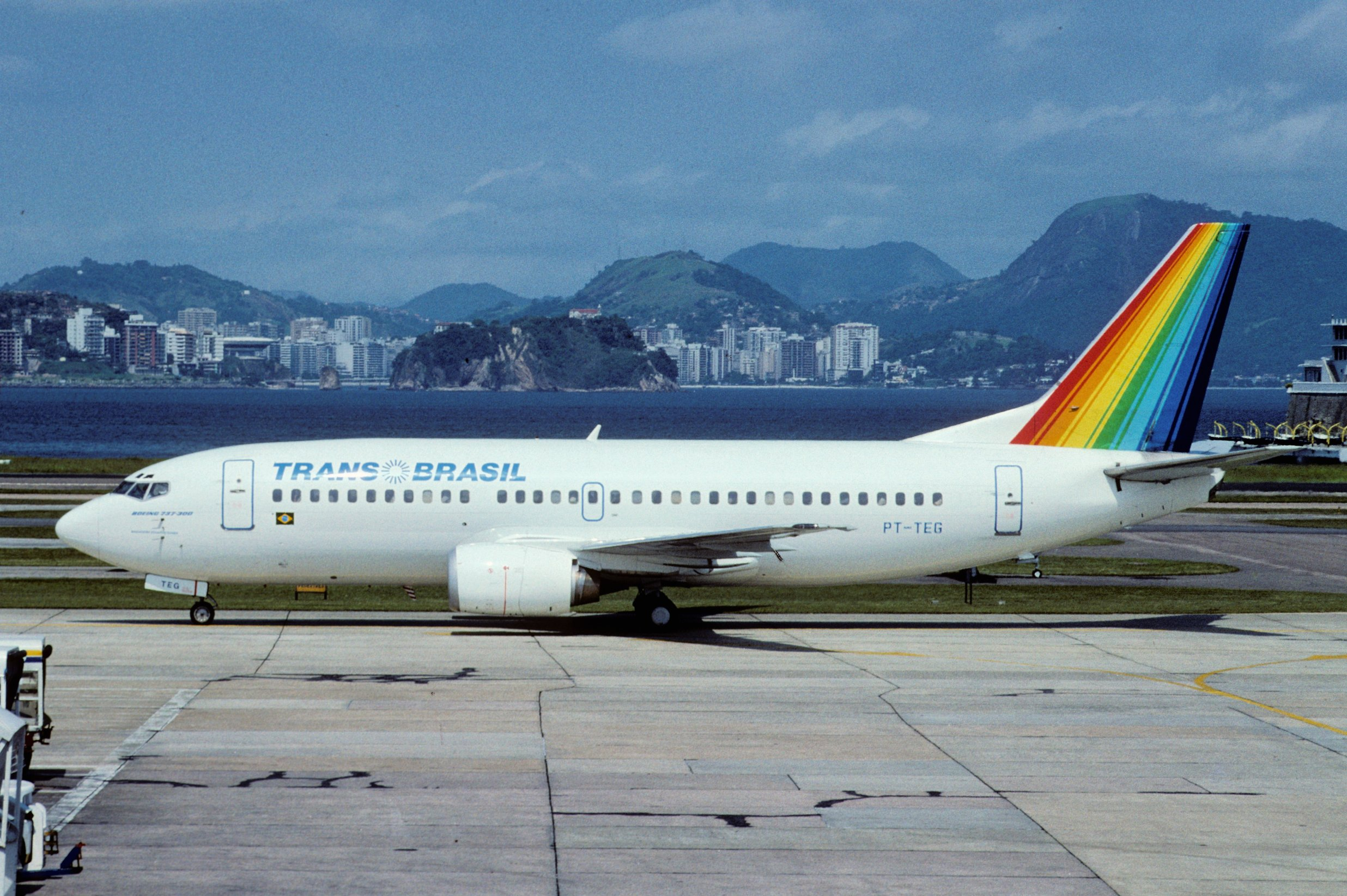
Boeing 737-3Q4 компании TransBrasil

В 1985 году в Бразилии прекратилась военная диктатура, но возникла гиперинфляция, на что министр финансов Дилсон Фунаро разработал «План Крузадо», который в феврале 1986 года был утверждён правительством. По этому плану замораживались цены, в том числе и на билеты, на неопределённый срок, но так как инфляция фактически не была ликвидирована, то начали расти издержки от перевозок. В сложившейся ситуации крупные бразильские перевозчики стали обновлять свой воздушный флот на более современный и экономичный. Непосредственно Transbrasil заказала Boeing 737-300 «Classic», первые два из которых поступили уже в июне того же года (борты PT-TEA и PT-TEB); в 1988 году 737-300 было уже 12 штук и они полностью заменили устаревшие 727-100. В том же году все оставшиеся во флоте Boeing 707 были переделаны полностью в грузовые.
Курс государственной валюты продолжал снижаться, что серьёзно ухудшало положение внутренних перевозчиков, ведь получая прибыль в крузейро они должны были оплачивать покупку новых лайнеров, либо их аренду в долларах. По этой причине TransBrasil имела долг в $120 млн, для погашения которого оказалась вынуждена продавать самолёты, уволить 800 человек и взять государственный кредит в $40 млн на два года; у VASP положение было ещё сложнее — она имела долг $520 млн. Поправить экономическое положение авиакомпаний могли бы международные перевозки, на которых билеты уже оплачивались в твердой валюте, а потому с них можно было иметь более высокий доход, но из бразильских операторов на международных маршрутах с 1965 года могла работать только VARIG. В 1988 году TransBrasil получила свои первые Boeing 737-400, став также первым бразильским оператором данной модели, однако когда она не смогла выплатить первый платёж по кредиту, 6 сентября того же года Воздушное министерство Бразилии издало указ, согласно которому президентом компании стал майор-бригадный инженер Хосе Рубенс Мил-Хоменс Коста (порт.-браз. Josué Rubens Mil-Homens Costa). Но через несколько месяцев Омар Фонтана подал в суд на Мил-Хоменса и через совет директоров попытался его сместить; по решению властей это было пресечено. Тогда Фонтана подал апелляцию в Верховный суд, но дело было остановлено группой пилотов, которые предпочли руководителя, назначенного властями, так как он обещал приобрести новые авиалайнеры.
Пытаясь выйти из сложного экономического положения, перевозчик стал искать иностранных инвесторов, что вызвало различные споры в авиационной отрасли страны, ведь TransBrasil специализировалась на внутренних перевозках. Также 35 % её акций принадлежали Фонтане, а ещё 49 % — Transbrasil Foundation, главой которого он являлся. Возникла неразбериха, в суматохе которой компания смогла в 1989 году получить разрешение на полёты в Орландо (Флорида), которые стала совершать с 1 сентября на B767, тем самым нарушая монополию на международные перевозки; VASP в том же году начала летать в Арубу. Мил-Хоменс однако был против рейсов во Флориду, считая, что они только увеличивают расходы компании.

### После дерегулирования

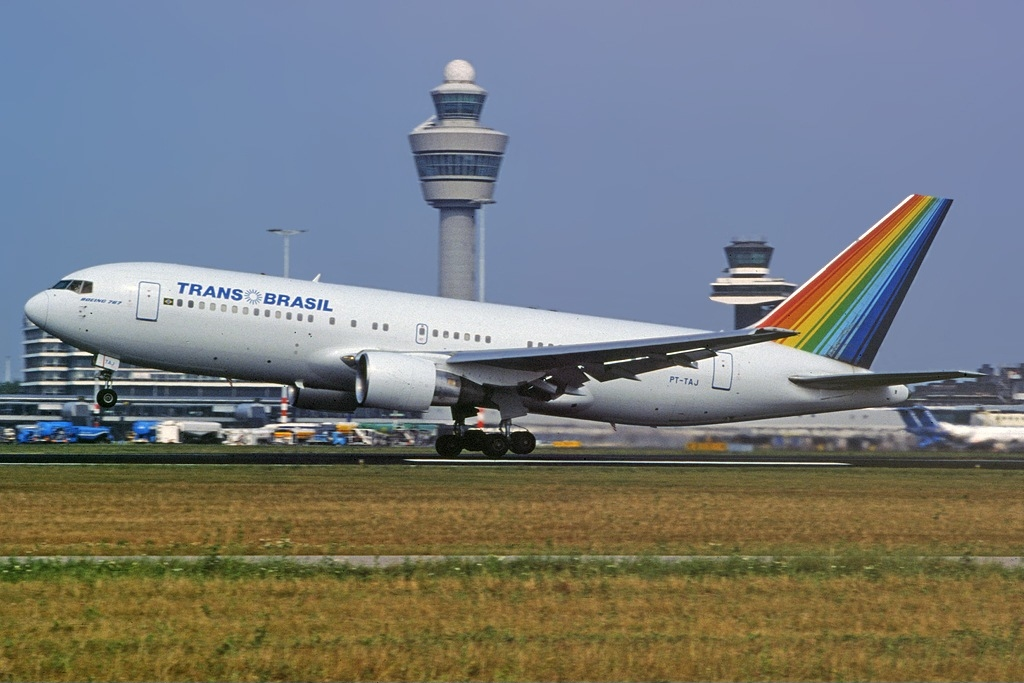
Boeing 767-283ER компании TransBrasil в аэропорту Амстердам-Схипхол

15 марта 1990 года бразильский президент Фернандо Колор ди Меллу дерегулировал авиационную отрасль в стране по ограничению в выборе маршрутов, то есть теперь любая компания официально сама могла выбрать маршруты, по которым будет летать. В сентябре того же года бизнесмен Вагнер Каннедо купил VASP, которая таким образом стала частной, а в апреле 1991 года между ней и TransBrasil было заключено соглашение на 10 лет, которое позволяло обоим операторам экономить в месяц до $7 млн; в то же время руководство последней осознавало, что у их партнёра объём инвестиций теперь гораздо выше, а значит у него и стало больше возможностей на рынке.
В 1991 году штат TransBrasil насчитывал 4800 сотрудников, флот состоял из 23 относительно новых самолётов; уже выполнялись беспересадочные рейсы по маршруту Бразилиа — Вашингтон, а также планировалось начать продажу специальных пакетов на рейсы в Манаус — столицу штата Амазонас посреди амазонских лесов, что должно было привлечь пассажиров из Северной Америки и Европы. Также она заказала шесть Boeing 767-300ER (начали поступать в июне) с опционом на пять Boeing 777-200. Но в это время экономику страны лихорадило, а инфляция продолжала оставаться на высоком уровне. В свою очередь TransBrasil имея во флоте более двух десятков лайнеров, фактически владела только тремя из них, тогда как остальные находились в лизинге, который требовалось оплачивать крепкой валютой, что значительно повышало расходы. С учётом малого опыта работы на международных маршрутах это привело к тому, что за 1991 год компания понесла убытки на $91 млн и имела долг $270 млн, преимущественно перед бразильским правительством. В 1992 году сразу девять бразильских воздушных операторов обратились к властям страны с просьбой предоставить им кредит в размере $2,2 млрд под низкий процент; в то время бразильские банки выдавали кредиты под 40 % годовых. В июне того же года TransBrasil стала выполнять рейсы в Нью-Йорк, а с июля они стали совершаться ежедневно, причём четыре рейса в неделю с промежуточной посадкой в Майами и три — в Вашингтоне.
В 1993 году перевозчик взял в лизинг два B767-200ER с увеличенной дальностью полёта, но данный год был закончен с убытком на $45 млн при общей выручке $422 млн. В 1994 году TransBrasil стала совершать свои первые рейсы в Европу — в Вену, а благодаря усилиям властей курс бразильской валюты несколько стабилизировался, что позволило закончить год с прибылью в $34 млн при общей выручке $562 млн. В 1995 году семья Фонтана владела уже ¾ акций компании, а флот состоял из 29 самолётов — все производства Boeing (B737 и B767). 3 июля начала выполнять полёты дочерняя региональная авиакомпания InterBrasil STAR, флот которой поначалу состоял из двух Embraer EMB-120, но при этом объём её выручки достигал 15 % от общей; в том же году TransBrasil с целью экономии средств отменила заказ на три современных Boeing 777. Также её самолёты стали летать в Амстердам, при этом международные рейсы теперь совершались не только из Рио и Сан-Паулу, но и из Форталезы. Было заключено и соглашение с Evergreen International Airlines по выполнению грузовых перевозок на Boeing 747 в Вашингтон и Нью-Йорк, а вскоре и в Гонконг.
В 1996 году было заключён код-шеринг с Trans World Airlines по лизингу её B767, а осенью следующего — соглашение с Delta Air Lines. В 1997 году экономисты отмечали, что конкуренция на международных маршрутах привела к настолько значительному падению тарифов, что из Сан-Паулу долететь до Майами было дешевле, чем до северо-востока Бразилии; положительной стороной этого стало существенное повышение пассажиропотока и заполняемости лайнеров. Однако к тому времени и сильно возросла конкуренция, в том числе некогда некогда небольшой региональный перевозчик TAM Linhas Aéreas значительно расширился и теперь выполнял 16 % от общего объёма перевозок, а VARIG в ноябре вошла в состав международного альянса Star Alliance. В 1999 году произошла девальвация бразильского реала, в результате чего увеличились издержки от перевозок; бразильские авиакомпании были вынуждены сократить число международных рейсов, что однако усилило конкуренцию со стороны американских операторов. Для привлечения клиентов TransBrasil в том же году запустила бонусную программу TransPass.

### Закрытие

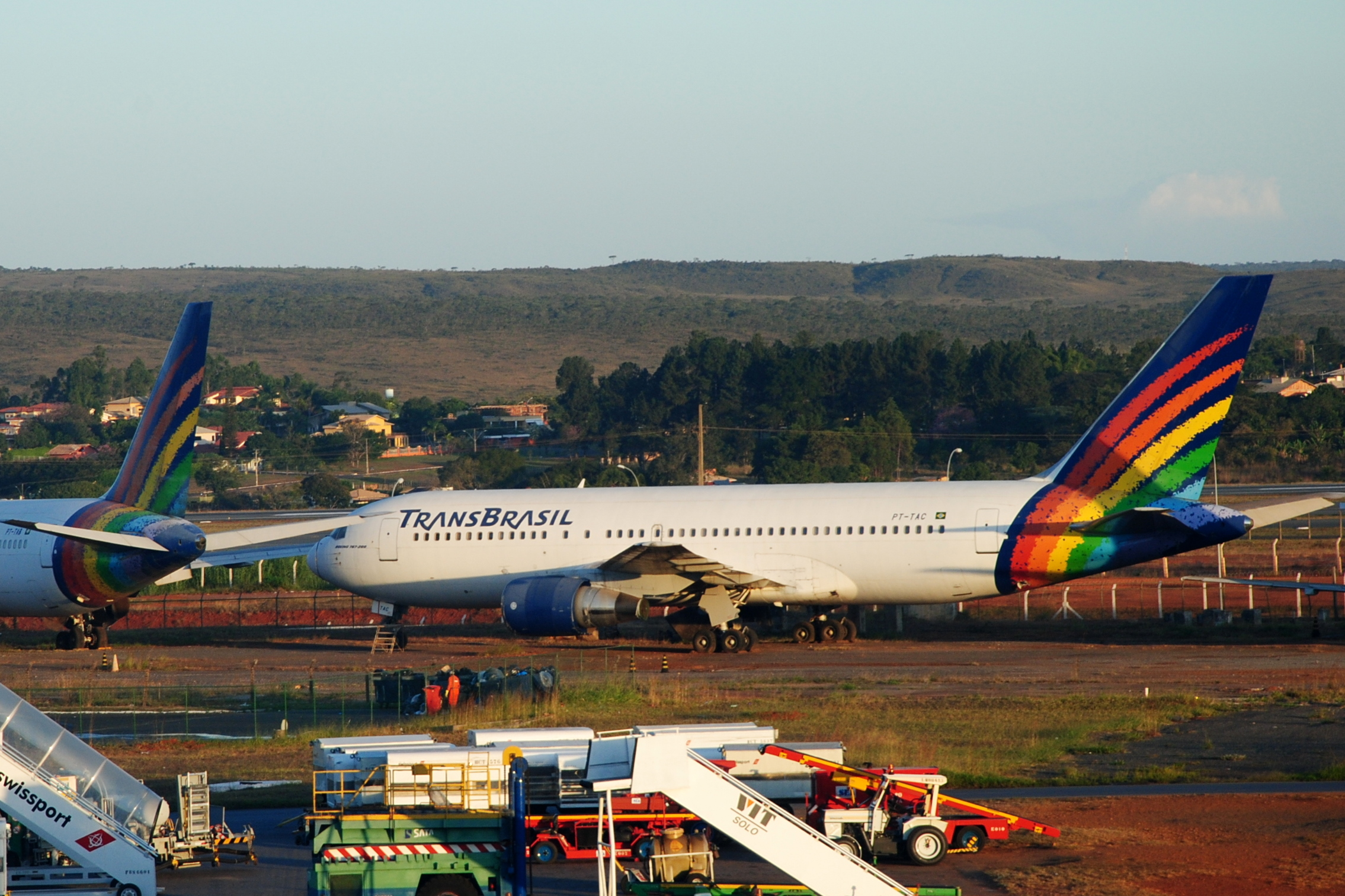
Брошенные Boeing 767 компании TransBrasil в аэропорту Бразилиа

В октябре 1999 года главой банка BNDES Андреа Калаби было объявлено о конкретных планах слияния четырёх крупнейших воздушных перевозчиков страны — VARIG, VASP, TAM и TransBrasil, а в мае 2000 года между двумя последними было подписано соглашение, согласно которому TAM предоставляла самолёты для обслуживания воздушного моста Рио—Сан-Паулу. Это породило разговоры, что действительно состоится слияние как минимум этих двух перевозчиков, однако в конце года данное сотрудничество было прекращено. 8 декабря 2000 года Омар Фонтана умер от рака, а новым президентом/руководителем компании стал Пауло Энрике Коко (порт.-браз. Paulo Enrique Coco).
2001 год компания встретила с огромным долгом, а произошедшие 11 сентября теракты, которые привели к резкому спаду воздушных перевозок, стали окончательным ударом. 3 декабря того же года TransBrasil столкнулась с тем, что у неё закончилось топливо для своих самолётов, а средств для его приобретения уже не было. В связи с этим компания в тот день прекратила свою деятельность и была закрыта.

## Происшествия и инциденты
Sadia Transportes Aereos
- 4 августа 1963 года — Douglas DC-3DST-144 борт PP-SLL выполнял короткий пассажирский рейс по маршруту Жуасаба — Видейра, при этом полёт проходил в условиях сплошной облачности с нижней кромкой на высоте 150 футов (45 метров). Экипаж пытался выполнять визуальный полёт, когда близ Видейры лайнер врезался в гору Ибикаре близ вершины и полностью разрушился, при этом все 10 человек на борту (7 пассажиров и 3 члена экипажа) погибли[21].
- 1 марта 1967 года — Douglas C-47A-20-DK борт PP-ASS выполнял близ Каравеласа испытательный полёт после проведения техобслуживания, когда возник технический отказ, приведший к необходимости выполнить посадку на местности вне аэродрома. Все находившиеся на борту 3 члена экипажа успешно эвакуировались, но самолёт был списан[22].
- 3 ноября 1967 года — Handley Page HPR-7 Dart Herald борт PP-SDJ выполнял пассажирский рейс по маршруту Сан-Паулу — Куритиба, когда пилоты неправильно настроили радиокомпас, в результате чего отклонились от линии маршрута. При заходе на посадку находившийся фактически в стороне от траектории подхода лайнер на высоте 4635 футов (1413 метров) врезался в холм и разрушился, при этом из находившихся на борту 25 человек (20 пассажиров и 5 членов экипажа) погиб 21 (18 пассажиров и 3 члена экипажа)[23].
- 16 марта 1968 года — Douglas C-47A-35-DL борт PP-AST выполнял грузовой рейс по маршруту Гуаякиль — Арика, когда в районе Такны (Перу) следуя в сложных погодных условиях врезался в гору Малдито (Maldito) и полностью разрушился, при этом все находившиеся на борту 4 члена экипажа погибли[24].

Transbrasil
- 2 февраля 1974 года — BAC 111-520FN борт PP-SDQ при посадке в аэропорту Сан-Паулу-Конгоньяс во время сильного дождя столкнулся с эффектом аквапланирования. Понимая, что в пределах полосы они остановиться не смогут, командир принял решение съехать с неё влево. Попав на мягкий грунт, стойки шасси сломались, после чего лайнер остановился. Все 88 человек на борту (82 пассажира и 6 членов экипажа) успешно эвакуировались, но самолёт был списан[25].
- 22 января 1976 года — Embraer EMB-110C борт PP-TBD выполнял рейс Шапеко — Эрешин — Порту-Алегре, когда во время взлёта в Шапеко у него лопнуло одно из колёс шасси. Лайнер выкатился с полосы, упал в овраг и разрушился; из находившихся на борту 9 человек (7 пассажиров и 2 члена экипажа) выжили только 2 пассажира[26].
- 4 января 1977 года — BAC 111-520FN борт PP-SDS выполнял пассажирский рейс 203 по маршруту Витория — Рио — Кампинас, когда при посадке на ВПП 32 в аэропорту Кампинас-Виракопус в условиях сильного дождя у него лопнула одна из шин шасси. Потеряв управление, лайнер выкатился с полосы влево и промчался по грязной земле ещё 360 метров, прежде чем остановился. Все 43 человека на борту (38 пассажиров и 5 членов экипажа) успешно эвакуировались, но самолёт был списан[27].
- 12 апреля 1980 года — Boeing 727-27C борт PT-TYS выполнял пассажирский рейс 303 по маршруту Форталеза — Сан-Паулу — Флорианополис — Порту-Алегри, когда при повторном заходе на посадку во Флорианополисе при СМУ экипаж допустил снижение под безопасную высоту. На удалении примерно 24 км к северо-северо-востоку от аэропорта лайнер врезался в холм Морро-да-Виргиниа (порт.-браз. Morro da Virgínia) и разрушился. Из находившихся на борту 58 человек (50 пассажиров и 8 членов экипажа) выжили только 3 пассажира[28].
- 15 января 1987 года — Boeing 707-365C борт PT-TCP выполнял пассажирский рейс по маршруту Порту-Алегри — Сан-Паулу — Рио-де-Жанейро — Салвадор — Ресифи — Форталеза, когда вскоре после вылета из Ресифи близ Жабуатан-дус-Гуарараписа на высоте 8000 футов (2,4 км) отделился двигатель № 2 (левый внутренний). Экипаж выполнил аварийную посадку в Ресифи, при этом никто из находившихся на борту 163 человек не пострадал, а самолёт был восстановлен[29].
- 11 апреля 1987 года — Boeing 707-330C борт PT-TCO выполняя грузовой рейс совершал посадку в Манаусе, но экипаж в сложных метеоусловиях неправильно выровнялся относительно ВПП. Лайнер приземлился на правую сторону сторону полосы, при этом сломалась правая стойка шасси, после чего «Боинг» врезался в огни освещения и электрический шкаф. Все 7 человек на борту (3 члена экипажа и 4 пассажира) успешно эвакуировались, но самолёт был списан[30].
- 21 марта 1989 года — Boeing 707-349C борт PT-TCS выполнял внутренний грузовой рейс 801 по маршруту Манаус — Сан-Паулу и подошёл к аэропорту Гуарульюс почти в 12 часов, Полоса «09 левая» была занята другим самолётом, поэтому диспетчер дал разрешение выполнять посадку на «09 правая», но предупредил, что в 12:00 она закрывается на ремонт. Управление осуществлял пилот-инструктор, который выполнив скоростное снижение в 11:55 полностью выпустил закрылки и аэродинамические тормоза, в результате чего машина вышла из-под контроля и рухнула на жилые дома в восточной части Сан-Паулу. В катастрофе погибли все 3 члена экипажа, а также 22 человека на земле. Данный самолёт примечателен тем, что в 1970 году снялся в первом фильме «Аэропорт»[31].
- 27 февраля 2000 года — Boeing 737-4Y0 борт PT-TCS выполнял пассажирский рейс 202 по маршруту Сан-Паулу — Порту-Алегри, когда при посадке на мокрую полосу 29 попал в эффект аквапланирования и выкатившись на землю упал в канаву. Все 111 человек на борту (104 пассажира и 7 членов экипажа) успешно эвакуировались, а самолёт был восстановлен[32].